# Väggpansarbi
Väggpansarbi (Stelis breviuscula) är ett solitärt (icke samhällsbildande) bi i familjen buksamlarbin vars larv lever som boparasit i bon av andra buksamlarbin.

## Utseende
Ett litet, svart bi. Tergiterna (bakkroppssegmenten) har hårfransar i bakkanterna, glesa hos hanen, tjockare hos honan. Honan blir 5 till 6 mm lång, hanen 4 till 6 mm.

## Ekologi
Honan lägger sina ägg i bon av andra buksamlarbin som väggbin (Osmia truncorum), fibblemurarbin (Osmia leaiana), guldmurarbin (Osmia aurulenta) och storullbin (Anthidium manicatum) där larven dödar värdartens ägg eller larv och sedan lever av dess tilltänkta föda. Habitaten följer värdarternas habitat. Övervintringen sker som passiv vilolarv i den färdigspunna kokongen. Väggpansarbiet flyger mellan juni och augusti, då det hämtar nektar från ett flertal olika blommande växtfamiljer; vanligast dock korgblommiga växter.

## Utbredning
Utbredningsområdet omfattar större delen av Europa upp till 63 °N. Arten är reproducerande i Sverige, och betraktas där som livskraftig ("LC")..